# Windows 8-edities
Windows 8 is beschikbaar in vijf edities, die in bepaalde functies verschillen.

## Edities
In tegenstelling tot Windows 7 en Windows Vista is er geen Starter-, Ultimate, Home Premium- of Home Basic-editie van Windows 8. Alle edities hebben de mogelijkheid gebruik te maken van taalpakketten, een functie die in Windows 7 enkel voor de Ultimate en Enterprise-editie beschikbaar was. Voor China is er een aparte versie van Windows 8, genaamd Windows 8 for China. Deze versie kan geen taalpakketten gebruiken, zo meldt Steve Guggenheimer, Corporate Vice President. Deze editie wordt voor een relatief lage prijs verkocht om de piraterij op Windows in China tegen te gaan.

### Windows 8
Windows 8 is de basiseditie van Windows voor x86- en x64-architecturen. Deze editie bevat de nieuwe functies en het startscherm met zoom, live-tegels, Windows Store, Internet Explorer 10, verbinding in stand-by, Microsoft Account-integratie, de Windowsdesktop en meer. Deze versie heeft geen ondersteuning voor domeinen.

### Windows 8 with Bing
Windows 8 with Bing is dezelfde editie als Windows 8, maar is niet beschikbaar voor consumenten in de winkel en, net als Windows RT, dus alleen voorgeïnstalleerd te vinden. In deze editie mogen OEM's de standaardbrowser en zoekmachine niet aanpassen. Deze editie is nieuw sinds Windows 8.1 Update.

### Windows 8 Pro
Windows 8 Pro is de opvolger van Windows 7 Professional en Ultimate en bevat alle functies van de basiseditie. Extra functionaliteiten zijn onder andere:
- Remote Desktop,
- Domeinfunctionaliteit, deel uitmaken van een Windows Server-domein,
- Encrypting File System,
- Hyper-V en Virtual Hard Disk Booting,
- BitLocker.

Het is de enige versie van Windows 8 die ondersteuning biedt voor het afspelen van dvd's, mits er een plug-in voor wordt gedownload, die bij Microsoft beschikbaar is onder de naam "Windows Media Plug-in".

### Windows 8 Enterprise
Windows 8 Enterprise bevat alle functies van Windows 8 Pro, met extra functies voor het beheer in een IT-organisatie (zie tabel later in dit artikel). Deze editie is enkel beschikbaar voor Software Assurance-gebruikers.

### Windows RT
Windows RT zal enkel verkrijgbaar zijn als voorgeïnstalleerde installatie op ARM-gebaseerde apparaten zoals een tablet. Het is vernoemd naar het Windows Runtime (WinRT)-ontwikkelingsplatform dat Microsoft in Windows 8 introduceert. Het wordt geleverd met een voor aanraakgevoelige schermen geoptimaliseerde versie van Microsoft Office 2013, namelijk Office 2013 RT. Deze bevat de basisversies van Microsoft Word, Excel, PowerPoint en OneNote.

## Upgrade-mogelijkheden
Er zijn  vanuit Windows 7 enkele mogelijkheden om te upgraden naar Windows 8 zonder instellingen, documenten en programma's te verliezen. Let erop dat het enkel mogelijk is om van een IA-32-versie van Windows 7 te upgraden naar een IA-32-versie van Windows 8. Een x64-versie van Windows 7 kan enkel worden geüpgraded naar een x64-versie van Windows 8. Windows RT kan niet worden geïnstalleerd op hardware waar Windows 7 op kan draaien, omdat Windows RT werkt met de ARM-architectuur en Windows 7 deze niet ondersteunt. Het is tevens mogelijk Windows XP en Windows Vista te upgraden naar Windows 8 Pro.
| Windows 7-editie | Upgrade naar Windows RT | Upgrade naar Windows 8 | Upgrade naar Windows 8 with Bing | Upgrade naar Windows 8 Pro | Upgrade naar Windows 8 Enterprise |
| ---------------- | ----------------------- | ---------------------- | -------------------------------- | -------------------------- | --------------------------------- |
| Ultimate         | Nee                     | Nee                    | Nee                              | Ja                         | Nee                               |
| Enterprise       | Nee                     | Nee                    | Nee                              | Nee                        | Ja                                |
| Professional     | Nee                     | Nee                    | Nee                              | Ja                         | Ja                                |
| Home Premium     | Nee                     | Ja                     | Nee                              | Ja                         | Nee                               |
| Home Basic       | Nee                     | Ja                     | Nee                              | Ja                         | Nee                               |
| Starter          | Nee                     | Ja                     | Nee                              | Ja                         | Nee                               |

## Systeemvereisten
- Processor van 1 GHz met ondersteuning voor PAE, NX en SSE2
- 1 GB RAM (32 bit) / 2 GB RAM (64 bit)
- 20 GB beschikbare schijfruimte
- Schermresolutie van 1366 × 768
- DirectX 9 grafische processor met WDDM-stuurprogramma

## Vergelijking van Windows 8-edities[4][8]
| Eigenschappen                               | Windows RT        | Windows 8                         | Windows 8 with Bing               | Windows 8 Pro                     | Windows 8 Enterprise              |
| ------------------------------------------- | ----------------- | --------------------------------- | --------------------------------- | --------------------------------- | --------------------------------- |
| Compatibel met vroegere Windows-applicaties | Nee               | Ja                                | Ja                                | Ja                                | Ja                                |
| Beschikbaarheid                             | Voorgeïnstalleerd | Algemeen beschikbaar              | Voorgeïnstalleerd                 | Algemeen beschikbaar              | Volume License-gebruikers         |
| Architectuur                                | ARM (32 bit)      | IA-32 (32 bit) of x86-64 (64 bit) | IA-32 (32 bit) of x86-64 (64 bit) | IA-32 (32 bit) of x86-64 (64 bit) | IA-32 (32 bit) of x86-64 (64 bit) |
| Secure boot                                 | Ja                | Ja                                | Ja                                | Ja                                | Ja                                |
| Picture password                            | Ja                | Ja                                | Ja                                | Ja                                | Ja                                |
| Startscherm, Semantic zoom, Live tiles      | Ja                | Ja                                | Ja                                | Ja                                | Ja                                |
| Touch- en fysiek toetsenbord                | Ja                | Ja                                | Ja                                | Ja                                | Ja                                |
| Taalpakketten                               | Ja                | Ja                                | Ja                                | Ja                                | Ja                                |
| Updated Windows Explorer                    | Ja                | Ja                                | Ja                                | Ja                                | Ja                                |
| Standaard-apps                              | Ja                | Ja                                | Ja                                | Ja                                | Ja                                |
| Bestandsgeschiedenis                        | Ja                | Ja                                | Ja                                | Ja                                | Ja                                |
| Refresh en reset van OS                     | Ja                | Ja                                | Ja                                | Ja                                | Ja                                |
| Play To                                     | Ja                | Ja                                | Ja                                | Ja                                | Ja                                |
| Connected standby                           | Ja                | Ja                                | Ja                                | Ja                                | Ja                                |
| Windows Update                              | Ja                | Ja                                | Ja                                | Ja                                | Ja                                |
| Windows Defender                            | Ja                | Ja                                | Ja                                | Ja                                | Ja                                |
| Verbeterde multi-monitorondersteuning       | Ja                | Ja                                | Ja                                | Ja                                | Ja                                |
| Windows Taakbeheer                          | Ja                | Ja                                | Ja                                | Ja                                | Ja                                |
| ISO en VHD-mounting                         | Ja                | Ja                                | Ja                                | Ja                                | Ja                                |
| Mobiele verbindingsopties                   | Ja                | Ja                                | Ja                                | Ja                                | Ja                                |
| Microsoft Account                           | Ja                | Ja                                | Ja                                | Ja                                | Ja                                |
| Internet Explorer 10                        | Windows 8         | Windows 8                         | Nee                               | Windows 8                         | Windows 8                         |
| Internet Explorer 11                        | Windows 8.1       | Windows 8.1                       | Windows 8.1                       | Windows 8.1                       | Windows 8.1                       |
| SmartScreen                                 | Ja                | Ja                                | Ja                                | Ja                                | Ja                                |
| Windows Store                               | Ja                | Ja                                | Ja                                | Ja                                | Ja                                |
| Xbox Live app (inclusief Xbox Live Arcade)  | Ja                | Ja                                | Ja                                | Ja                                | Ja                                |
| Exchange ActiveSync                         | Ja                | Ja                                | Ja                                | Ja                                | Ja                                |
| Snap                                        | Ja                | Ja                                | Ja                                | Ja                                | Ja                                |
| Verbinding met een VPN                      | Ja                | Ja                                | Ja                                | Ja                                | Ja                                |
| Toestelencryptie                            | Ja                | Windows 8.1                       | Windows 8.1                       | Windows 8.1                       | Windows 8.1                       |
| Microsoft Office-apps gebundeld met OS      | Ja                | Kleiner dan 9 inch                | Kleiner dan 9 inch                | Nee                               | Nee                               |
| Desktopomgeving                             | Gedeeltelijk      | Ja                                | Ja                                | Ja                                | Ja                                |
| Storage Spaces                              | Nee               | Ja                                | Ja                                | Ja                                | Ja                                |
| Windows Media Player                        | Nee               | Ja                                | Ja                                | Ja                                | Ja                                |
| Windows Media Center                        | Nee               | Plug-in                           | Plug-in                           | Plug-in                           | Nee                               |
| Remote Desktop                              | Enkel client      | Enkel client                      | Enkel client                      | Client en host                    | Client en host                    |
| Boot vanaf VHD                              | Nee               | Nee                               | Nee                               | Ja                                | Ja                                |
| BitLocker en BitLocker To Go                | Nee               | Nee                               | Nee                               | Ja                                | Ja                                |
| Encrypting File System                      | Nee               | Nee                               | Nee                               | Ja                                | Ja                                |
| Deelname aan Windows-domein                 | Nee               | Nee                               | Nee                               | Ja                                | Ja                                |
| Group Policy                                | Nee               | Nee                               | Nee                               | Ja                                | Ja                                |
| AppLocker                                   | Nee               | Nee                               | Nee                               | Ja                                | Ja                                |
| Hyper-V                                     | Nee               | Nee                               | Nee                               | Alleen op 64 bit-versie           | Alleen op 64 bit-versie           |
| Windows To Go                               | Nee               | Nee                               | Nee                               | Nee                               | Ja                                |
| DirectAccess                                | Nee               | Nee                               | Nee                               | Nee                               | Ja                                |
| BranchCache                                 | Nee               | Nee                               | Nee                               | Nee                               | Ja                                |
| Kan worden gevirtualiseerd met RemoteFX     | Nee               | Nee                               | Nee                               | Nee                               | Ja                                |
| Sideloaden van Modern UI-apps               | Gedeeltelijk      | Nee                               | Nee                               | Gedeeltelijk                      | Ja                                |